# Dominique Herr
Dominique Herr (Bázel, 1965. október 25. –) svájci labdarúgó-középpályás.
A svájci válogatott tagjaként részt vett az 1994-es labdarúgó-világbajnokságon.